# Mesosa pictipes nakabayashii
Mesosa pictipes nakabayashii es una subespecie de escarabajo longicornio del género Mesosa, categorizada en la tribu Mesosini, de la subfamilia Lamiinae. Fue descrita por Fujita en 2023.

## Descripción
Mide 12,1-16,4 mm de longitud.

## Distribución
Se distribuye por Japón.